# 英国铁路252型内燃动车组
英國鐵路252型內燃動車組（初始英文名：Prototype HST，后期英文名：British Rail Class 252，初始名称中文译名：英国铁路高速列车原型车）为一型动力集中式高速内燃动车组，采用电力传动。最初由英国铁路（英国一间国营全国性铁路公司，现已结业）研制及使用。由两台“英國鐵路41型柴油機車高速版”（头尾动力车）和10节“英国铁路3型客车”（中间无动力拖车）组成。1972年制造。最初为“英国铁路高速列车”（英国开发的一型高速内燃动车组）的原型车，后改名为“英國鐵路252型內燃動車組”（British Rail Class 252）。列车编号为252001。现已分解为多个部分，部分仍在运行、部分拆毁、部分被博物馆收藏。

## 历史
该型动车组1972年建造时为“英国铁路高速列车”（英国开发的一型高速内燃动车组）的原型车。由两台“英國鐵路41型柴油機車高速版”（初始编号分别为：41001、41002）和“英国铁路3型客车”组成。 初始名称为“英国铁路高速列车原型车（英文原名：Prototype HST）”，初始编号为：252001。该型动车组后改名为“英國鐵路252型內燃動車組（英文原名：British Rail Class 252）”，编号亦随之改为供高速列车使用的4xxxx号。1973年，该型动车组改为两台“英國鐵路41型柴油機車高速版”牵引8节车厢，多余的两节车厢（一节动拖一等座车、一节动拖二等座车）于1977年英国女王伊丽莎白二世登基25周年前夕改供英国皇家列车使用。推挽式牵引“英國鐵路252型內燃動車組”的两台“英國鐵路41型柴油機車高速版”编号分别改为43000、43001。

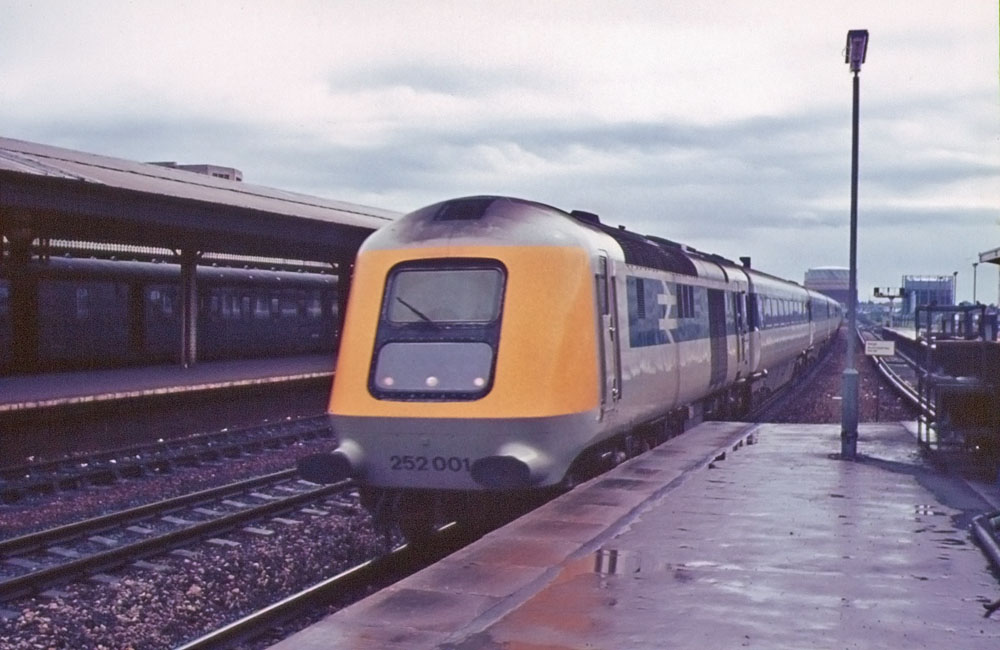
1975年，“英國鐵路252型內燃動車組”在雷丁站。
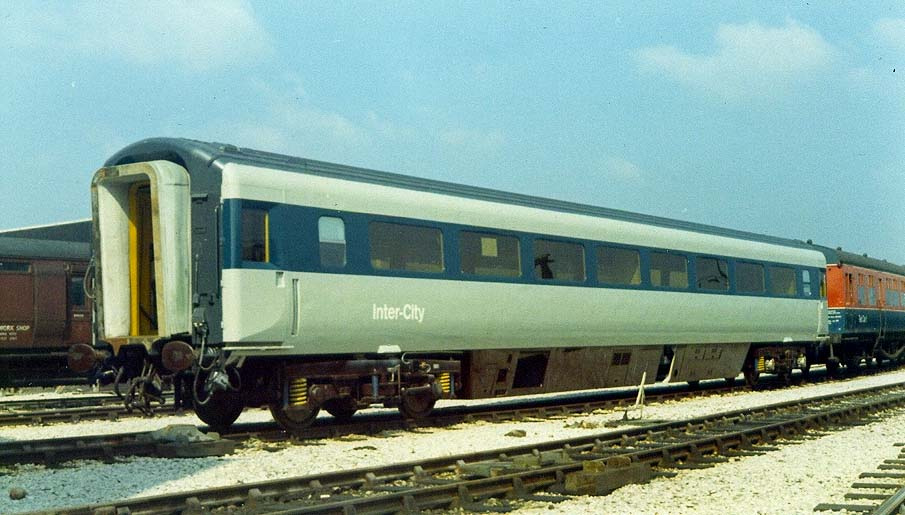
1972年，第一批“英国铁路3型客车”中的一节（编号：E12000）运抵位于德比的英国铁路技术中心（英语：Railway Technical Centre）。

“英国铁路高速列车”定型后，“英国铁路高速列车”正式定型版（即后来的“城际125型动车组”）转为使用“英国铁路43型柴油机车高速版”牵引（该型动车组为动力集中式高速内燃动车组）。之后的“英國鐵路252型內燃動車組”一度改为内部测试使用。
两台“英國鐵路41型柴油機車高速版”中的一台于1990年拆解，另一台被大英铁路博物馆收藏。车厢中除一节“动拖厨房车”于1993年拆解外，其余均在运行中。
2011年，125集团向大英铁路博物馆租借41001号“英國鐵路41型柴油機車高速版”。 2012年3月，该机车被送至内维尔山车厂并修复至可运行状态。 此次翻修同时参考“英铁43型柴电机车高速版”升级了英国铁路全业务处理系统。 2014年5月31日，该机车的引擎恢复正常工作。 修复完成后，开始在诺丁汉大中央铁路重新上线运营。2014年11月，41001号“英铁41型柴电机车高速版”和一台“英铁43型柴电机车高速版”共同在诺丁汉大中央铁路推挽式牵引東米德蘭列車所属的名为“瓦伦塔快车（Screaming Valenta）”的特别列车。 该机车2019年5月在“基斯利和富裕谷铁路”出现故障，因而被送至内维尔山车厂进行维修。 2019年10月，因125集团违约，41001号“英國鐵路41型柴油機車高速版”的所有者大英铁路博物馆宣布终止和125集团的租赁协议。41001号“英國鐵路41型柴油機車高速版”随之于2019年11月归还大英铁路博物馆。

## 编组
| 图例 | 提供常规服务 | 提供特别服务 | 已拆解 | 被收藏 | 改为测试车 |

| 初始编号 | 第二编号 | 初始类型     | 后期类型                    | 现状                                          |
| -------- | -------- | ------------ | --------------------------- | --------------------------------------------- |
| 10000    | 40000    | 动拖餐厅车   | 测试车（编号：975984）      | 英国铁路网公司新型检测列车                    |
| 10100    | 40500    | 动拖厨房车   | 测试车（编号：977089）      | 1993年拆解                                    |
| 11000    | 41000    | 动拖一等座车 | 测试车（编号：975814）      | 英国铁路网公司新型检测列车                    |
| 11001    | -        | 动拖一等座车 | 英国皇家列车（编号：2903）  | 运行中                                        |
| 11002    | 41001    | 动拖一等座车 | 动拖一等座车（编号：41170） | 由伦敦东北铁路公司使用                        |
| 11003    | 41002    | 动拖一等座车 | 动拖一等座车（编号：41174） | 伦敦东北铁路公司旗下编号为42357的动拖二等座车 |
| 12000    | 42000    | 动拖二等座车 | 动拖一等座车（编号：41172） | 伦敦东北铁路公司旗下编号为42357的动拖二等座车 |
| 12001    | -        | 动拖二等座车 | 英国皇家列车（编号：2904）  | 运行中                                        |
| 12002    | 42001    | 动拖二等座车 | 动拖一等座车（编号：41171） | 大西部鐵路公司旗下编号为42353的动拖二等座车   |
| 12003    | 42002    | 动拖二等座车 | 动拖一等座车（编号：41173） | 由大西部鐵路公司使用                          |
| 41001    | 43000    | 动力车       | 测试车（编号：975812）      | 由大英铁路博物馆收藏                          |
| 41002    | 43001    | 动力车       | 测试车（编号：975813）      | 1990年拆解                                    |